# Balatonkenese
Balatonkenese  este un oraș în districtul Balatonalmád, județul Veszprém, Ungaria, având o populație de 3.378 de locuitori (2011). 

## Demografie
Componența etnică a orașului Balatonkenese
     Maghiari (96,39%)
     Germani (2,15%)
     Necunoscut (1,13%)
     Alții (0,34%)
Componența confesională a orașului Balatonkenese
     Romano-catolici (30,99%)
     Reformați (19,98%)
     Fără religie (13,29%)
     Luterani (2,04%)
     Atei (1,36%)
     Necunoscută (31,79%)
     Greco-catolici (0,53%)
     Alte religii (0,53%)
Conform recensământului din 2011, orașul Balatonkenese avea 3.378 de locuitori. Din punct de vedere etnic, majoritatea locuitorilor (96,39%) erau maghiari, cu o minoritate de germani (2,15%). Apartenența etnică nu este cunoscută în cazul a 1,13% din locuitori. Nu există o religie majoritară, locuitorii fiind romano-catolici (30,99%), reformați (19,98%), persoane fără religie (13,29%), luterani (2,04%) și atei (1,36%). Pentru 31,79% din locuitori nu este cunoscută apartenența confesională.